# 柳塘水库
柳塘水库是中国福建省三明市尤溪县武东镇境内的一座水库，位于青印溪上，建于1980年。水库正常库容为2923万立方米，集雨面积为100平方千米，海拔为576.8米。